# Silent Sentinels

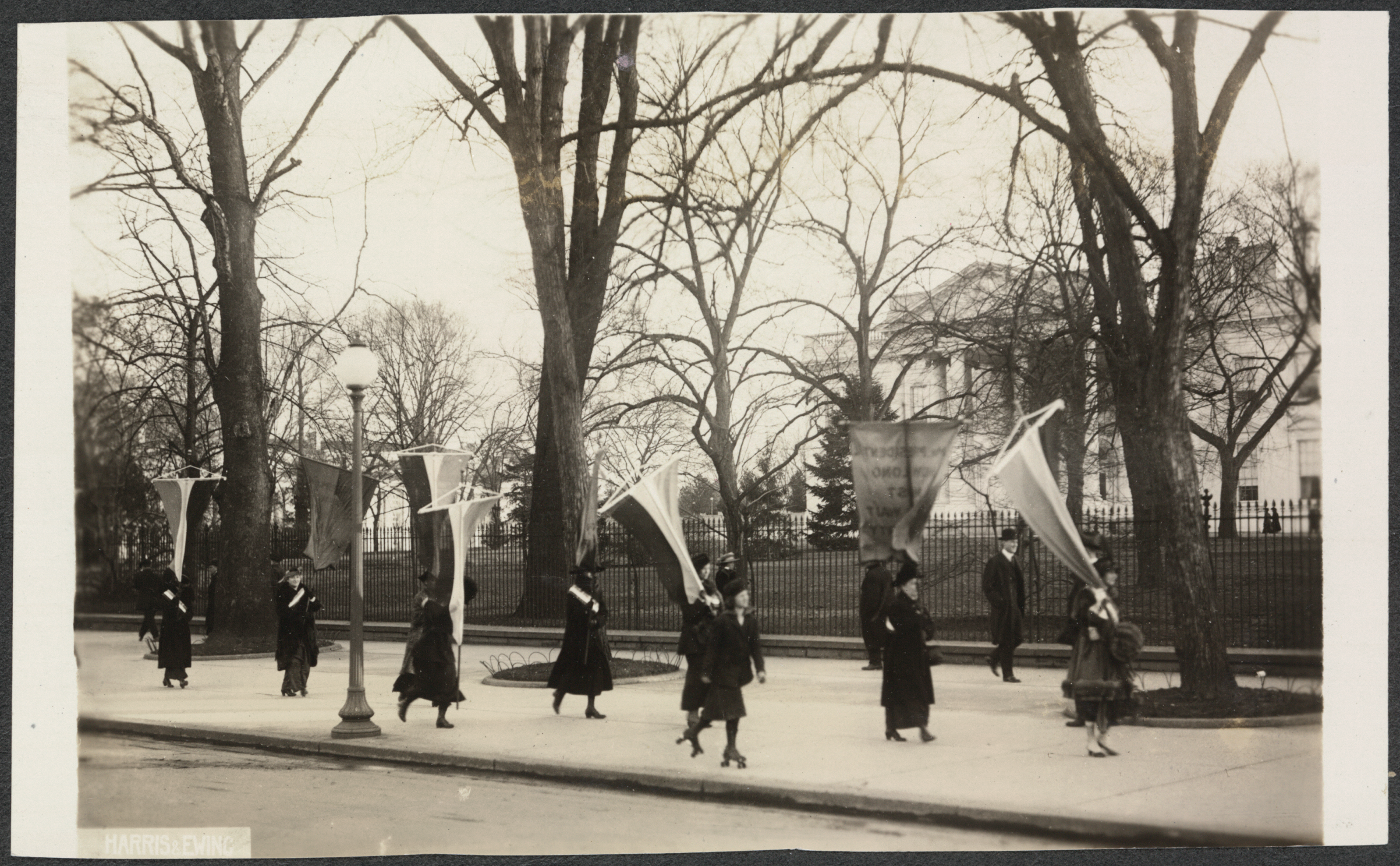
Silent Sentinels voor het Witte Huis in 1917

De Silent Sentinels, oftewel Stille Schildwachten, waren een burgerrechten-beweging in de Verenigde Staten van 1917 tot 1919. De organisatie bestond uit ongeveer duizend vrouwen, die van 10 januari 1917 tot juni 1919 zes dagen per week demonstreerden in Washington D.C. voor het Witte Huis, om zo algemeen stemrecht voor vrouwen te verkrijgen. De organisatie werd ontbonden toen president Woodrow Wilson het negentiende amendement van de Amerikaanse Grondwet tekende, waarmee ook vrouwen kiesrecht kregen.
Wilson negeerde de demonstranten aanvankelijk, net zoals de meerderheid van de Amerikaanse bevolking. Dit veranderde toen de Verenigde Staten op 22 juni 1917 officieel betrokken raakten in de Eerste Wereldoorlog: de vergelijkingen van de demonstranten tussen de president en keizer Wilhelm II van Duitsland schoten veel mensen in het verkeerde keelgat, en de vrouwen werden zowel verbaal als fysiek aangevallen. In juni en juli 1917 werden dertig vrouwen gearresteerd omdat ze het verkeer in Washington D.C. blokkeerden met hun spandoeken. Achttien van hen zaten drie dagen vast in een gevangenis in Virginia. Naarmate de protesten aanhielden, kregen de vrouwen langere celstraffen opgelegd. Alice Paul werd in oktober gearresteerd en veroordeeld tot zeven maanden cel; nadat ze twee weken in een isoleercel had moeten doorbrengen, gingen zij en een aantal anderen in hongerstaking. In november liet de directeur van de gevangenis de vrouwen mishandelen, maar toen de behandeling van de gevangenen uitlekte naar pers nam de publieke druk op de regering toe. Op 28 november werden alle vrouwen vrijgelaten, en het Washington Court of Appeals verklaarde alle arrestaties, rechtszaken en straffen ongeldig.
Uiteindelijk stemde het Huis van Afgevaardigden met een kleine meerderheid voor vrouwenkiesrecht, maar de Senaat stemde tegen. De protesten werden - ondanks een verbod - hervat, en de organisatie riep mensen op om op senatoren te stemmen die vóór het vrouwenkiesrecht waren. Na de verkiezingen van 1918 waren de meeste senaatsleden voor, en op 4 juni 1919 werd de grondwetswijziging aangenomen.